# Fluorid olovičitý
Fluorid olovičitý je anorganická sloučenina s chemickým vzorcem PbF4.

## Příprava
Fluorid olovičitý lze připravit reakcí fluoru s fluoridem olovnatým nebo olovem:
PbF2 + F2 → PbF4
Pb + 2 F2 → PbF4

## Vlastnosti
Fluorid olovičitý je žlutá pevná látka, která je citlivá na vlhkost. Je to jediný olovičitý halogenid, který je stabilní za pokojové teploty. Teplota tání fluoridu olovičitého je 600 °C. Fluorid olovičitý krystalizuje v tetragonální soustavě typu fluoridu cíničitého s prostorovou grupou I4/mmm (Číslo 139) a parametry mřížky a = 425,36 pm, c = 806,4 pm a Z = 2. Fluorid olovičitý je oktaedricky koordinovaný šesti atomy fluoru, kde oktaedry jsou sdíleny čtyřmi atomy fluoru.

## Reaktivita
Fluorid olovičitý na vlhkém vzduchu okamžitě hnědne za vzniku oxidu olovičitého:
PbF4 + 2 H2O → PbO2 + 4 HF
Tato reakce probíhá i ve zředěné kyselině fluorovodíkové. V koncentrované kyselině fluorovodíkové vzniká kyselina hexafluoroolovičitá (H2PbF6):
PbF4 + 2 HF → H2PbF6
Mohou být také připraveny soli této kyseliny:
H2PbF6 + 2 NaF → Na2PbF6 + 2 HF